# Pier Angelo Fiorentino
Pier Angelo Fiorentino, född den 5 mars 1806 i Neapel, död den 31 maj 1864 i Paris, var en italienskfödd fransk skriftställare.
Fiorentino flyttade till Frankrike, där han gjorde sig bemärkt som musikalisk och dramatisk kritiker. Fiorentino skrev i Moniteur, under pseudonymen A. de Rouvray, i Constitutionnel och La France. En Danteöversättning av Fiorentino har utgivits i många upplagor. Efter hans död utkom en samling av hans skrifter, under titeln Les grands guignols (2 band, 1870–1873).